# Мішель Штребель
Мішель Штребель (нар. 24 квітня 1970) — колишня швейцарська тенісистка.
Найвищу одиночну позицію світового рейтингу — 217 місце досягла 7 листопада 1988, парну — 128 місце — 2 січня 1989 року.
Здобула 1 одиночний та 2 парні титули туру ITF.
Найвищим досягненням на турнірах Великого шолома було 2 коло в парному розряді.

## Фінали ITF
| Турніри $25,000 |
| Турніри $10,000 |

### Одиночний розряд: 3 (1–2)
| Результат | Ранг | Дата            | Турнір                  | Покриття  | Суперниця      | Рахунок            |
| --------- | ---- | --------------- | ----------------------- | --------- | -------------- | ------------------ |
| Поразка   | 1.   | 7 вересня 1987  | ITF Богота, Колумбія    | Ґрунт     | Лусіана Телла  | 6–3, 4–6, 0–2 ret. |
| Поразка   | 2.   | 28 вересня 1987 | ITF Сантьяго, Чилі      | Ґрунт     | Карім Штромаєр | 4–6, 1–6           |
| Перемога  | 1.   | 14 жовтня 1991  | ITF Бургдорф, Швейцарія | Килим (i) | Наталі Чан     | 6–3, 7–6(7)        |

### Парний розряд: 8 (2–6)
| Результат | Ранг | Дата              | Турнір                           | Покриття  | Партнерка       | Суперниці                          | Рахунок        |
| --------- | ---- | ----------------- | -------------------------------- | --------- | --------------- | ---------------------------------- | -------------- |
| Перемога  | 1.   | 28 вересня 1987   | ITF Сантьяго, Чилі               | Ґрунт     | Патрісія Міллер | Макарена Міранда Андреа Тьєцці     | 6–4, 6–2       |
| Поразка   | 1.   | 18 квітня 1988    | ITF Reggio Emilia, Італія        | Ґрунт     | Лусіана Телла   | Геллас тер Рієт Дженніфер Ф'юкс    | 0–6, 4–6       |
| Поразка   | 2.   | 17 липня 1989     | ITF Дармштадт, Західна Німеччина | Ґрунт     | Марія Екстранд  | Нора Байчикова Петра Голубова      | 3–6, 2–6       |
| Поразка   | 3.   | 15 жовтня 1990    | ITF Бургдорф, Швейцарія          | Килим (i) | Наталі Чан      | Забіне Ломанн Клер Вегінк          | 6–4, 2–-6, 4–6 |
| Поразка   | 4.   | 26 листопада 1990 | ITF Okada, Нігерія               | Тверде    | Забіне Ломанн   | Івонне Ґрюббен Heleen van den Berg | 2–6, 5–7       |
| Поразка   | 5.   | 14 жовтня 1991    | ITF Бургдорф, Швейцарія          | Килим (i) | Наталі Чан      | Ольга Лугіна Баркан Неллі          | 4–6, 6–1, 4–6  |
| Поразка   | 6.   | 11 листопада 1991 | ITF Свіндон, Велика Британія     | Килим (i) | Ельс Калленс    | Ілана Бергер Тесса Прайс           | 2–6, 5–7       |
| Перемога  | 2.   | 12 квітня 1992    | ITF Лімож, Франція               | Килим (i) | Ельс Калленс    | Любомира Бачева Сильвія Штефкова   | 4–6, 6–1, 6–4  |